# Peter von Angoulême
Peter von Angoulême († im Juli 1208 in Antiochien) war lateinischer Patriarch von Antiochien.
Vor seiner Wahl zum Patriarchen war er Bischof von Tripolis. Zwischen 1185 und 1192 war er zugleich auch Kanzler des Königreichs Jerusalem.
Nach dem Tod des Patriarchen Ralf II. 1196 wurde Peter zu dessen Nachfolger gewählt.
1201 starb der Fürst von Antiochien Bohemund III. Da dessen ältester Sohn Raimund bereits 1199 gestorben war, entstand ein Erbstreit zwischen Raimunds minderjährigem Sohn Raimund Ruben und Bohemunds jüngerem Sohn Bohemund IV. Letzterer riss zunächst die Macht in Antiochien an sich, während Raimund Ruben bei der Familie seiner Mutter am armenischen Königshof Unterschlupf fand.
Als Raimund Ruben erwachsen wurde, drängte sein Onkel König Leo II. den Fürsten Bohemund IV. zugunsten Raimund Rubens auf den Thron zu verzichten, was dieser ablehnte. Nun setzte sich auch Patriarch Peter für die Rechte Raimund Rubens ein. Mit Billigung Roms exkommunizierte er Fürst Bohemund IV., sowie die Kommune von Antiochien und ordnete an, dass keine Glocken in Antiochien geläutet werden sollten, keine Messe abgehalten und keine Toten bestattet, ehe Bohemund in den Verzicht einwilligte. Gegen Ende des Jahres 1207 verschaffte Peter einem Heer aus Armeniern und unzufriedenen antiochener Baronen Einlass nach Antiochien, das die Unterstadt eroberte. Bohemund aber gelang es, seine Truppen in der Zitadelle zu sammeln und die Eindringlinge nach wenigen Tagen aus der Stadt zu treiben. Peter, dessen Verwicklung in den Vorfall offenkundig war, wurde verhaftet und eingekerkert. Er starb schließlich im Juli 1208 im Kerker, nachdem er aus Hunger und Durst Lampenöl getrunken hatte.